# Teatrul de Operații Sud-Est European
Teatrul de Operații Sud-Est [European] sau Teatrul de Aсțiuni Militare de Sud-Est [al Europei] reprezintă un teatru de operații militare cu caracter de subzonă a teatrului de acțiuni militare european.

## Delimitare
Forma sa este aproximativ dreptunghiulară, iar limitele sale convenționale se află între paralelele 30° și 50° latitudine nordică și meridianele 8° și 36° longitudine estică, fiind:
- în nord linia care leagă Mont Blanc – de Alpii Italieni – Alpi austrieci – Innsbruck – Linz – Liov – Harkov
- în sud linia care se întinde la 100 km sud de țărmul Africii, între Bizerta și Aqaba
- la vest linia vest Mont Blanc – vest Corsica și Sardinia – granița dintre Algeria și Tunisia
- la est o linie care leagă Harkov – Strâmtoarea Kerci – Damasc – Aqaba.

Teritoriul acestui teatru de acțiuni militare aparține mai multor state, care, au tradiții istorice, culturi și niveluri de dezvoltare diferite, interese strategice și orientări specifice în ce privește politica lor externă. România se include acestui teatru de operații, alături de Franța (prin Insula Corsica), Italia, Austria, Slovenia, Croația, Ungaria, Slovacia, Republica Moldova, Ucraina, Bosnia-Herțegovina, Muntenegru, Serbia, Bulgaria, Albania, Macedonia, Grecia, Turcia, Cipru, Liban, Israel, Egipt, Tunisia.

## Caracteristici fizico-geografice
Din punct de vedere fizico-geografic, aproximativ 50% din suprafața sa este terestră, cealaltă jumătate fiind maritimă, iar în ce privește ponderea tipului de teren întâlnit, regiunea montană ocupă cea mai mare suprafață a sistemelor geografice continentale, acestea fiind urmate ca pondere de regiunile de deal și podiș, în timp de regiunile de câmpie ocupă o suprafață relativ mică. Rețeaua hidrografică este dezvoltată mai mult în partea de nord-est.
Câmpiile reprezintă zonele depresionare principale, au o suprafață plană, sunt bogate în resurse alimentare, au raioane agro-industriale, industrii și sisteme de comunicație dezvoltate. Cele mai importante câmpii sunt Câmpia Padului, câmpiile situate pe cursul mijlociu și inferior al Dunării, precum și câmpia ucraineană.
Regiuni deluroase se află în vestul Ungariei, între râurile Drava și Sava și între Sava și Alpii Dinarici, în zonele subcarpatice din România și în fâșia litoralului nord-african. În ce privește podișurile sunt de menționat în zona fostei Iugoslavii Podișul Karst, podișurile din România și din Republica Moldova, podișurile bulgare din zona prebalcanică și Dobrogea de Sud, Podișul Volâno-Podolic⁠(en)[traduceți] și Podișul Anatoliei⁠(en)[traduceți].
Regiunile montane aparțin sistemului Alpino-Carpato-Himalayan, principalele lanțuri montane fiind Apeninii, Alpii, Carpații, Alpii Dinarici, Munții Pindului, Balcanii, Munții Pontici, Taurus și Antitaurus.

## Elemente militare
Direcțiile strategice și operative stabilite în cadrul teatrului de operațiuni aflat în cauză sunt: Direcția strategică de Vest  (în direcția Europei Centrale de-a lungul Dunării), Direcția strategică de Sud-Est, Direcția strategică de Nord-Est și Direcția strategică de Sud-Vest (care derivă din direcția Europei Centrale) și conduce spre câmpiile din nordul Italiei (și de aici spre sudul acesteia), precum și spre sudul Franței și mai departe spre Spania și Portugalia. În ce privește Direcția strategică de Sud-Est, aceasta se orientează din Câmpia Română prin Bulgaria, de unde se divide atât spre regiunea Greciei continentale cât și spre zona strâmtorilor Bosfor și Dardanele și de aici spre estul și respectiv spre sudul Anatoliei. Spre est, direcția strategică urmează linia București – Odesa.
Republica Moldova se află pe Direcția strategică de Nord-Est.
Dezvoltarea sistemului de de comunicații, din zonele de câmpie, reprezintă suportul celor mai importante direcții, care, permit ducerea de operații cu grupări de forțe de nivel strategic, într-un context în care, tipul de zonă avantajează ducerea operațiilor ofensive, pune la dispoziție posibilități mari de manevră cu forțe de toate genurile, cu predilecție cu blindate și favorizează (cu efecte maxime) folosirea armelor de distrugere în masă.
Tot în aceste regiuni însă, cursurile de apă sunt singurele obstacole naturale care crează dificultăți unei ofensive și se constituie într-un avantaj pentru defensivă. În marea lor majoritate sunt orientate aproape perpendicular pe axa direcțiilor operative, succedându-se la distanțe relativ scurte. Aceasta impune câteodată forțarea a unu – două cursuri de apă într-o singură zi de luptă.
În regiunile de est și cele centrale ale Mării Mediterane, spațiul maritim existent permite desfășurarea și manevra unor forțe maritime importante, putându-se aici desfășura acțiuni militare ample.